# Amerigo
Amerigo (auch Americo) ist ein männlicher Vorname und die italienische Form des Namens Emmerich.

## Namensträger
Amerigo
- Amerigo Alberani (1942–2015), italienischer Schauspieler und Filmregisseur
- Amerigo Bartoli (1890–1971), italienischer Maler und Karikaturist
- Amerigo Dumini (1894–1967), italienischer Faschist
- Amerigo Gengarelli (* 1920), italienischer Kameramann
- Amerigo Tot (1909–1984), ungarischer Bildhauer
- Amerigo Vespucci (* 1451, 1452 oder 1454; † 1512), Kaufmann, Seefahrer, Navigator und Entdecker

Americo
- Americo Marazzi (1879–1963), Schweizer Architekt und Politiker
- Americo Novembrini (* 1986), italienischer Radrennfahrer